# Portrait of Cannonball
Portrait of Cannonball est un album du saxophoniste de jazz Cannonball Adderley enregistré et édité en 1958.

## Historique
Les titres qui composent cet album ont été enregistrés le 1er juillet 1958 à New York.
Cet album, produit par Orrin Keepnews, a été publié pour la première fois en 1958 par le label Riverside Records(RPL 12-269).

## Titres de l’album
| No | Titre                                    | Auteur                            | Durée |
| -- | ---------------------------------------- | --------------------------------- | ----- |
| 1. | Minority (version « montée » pour le lp) | Gigi Gryce                        | 7:05  |
| 2. | Minority (prise 1)                       | Gigi Gryce                        | 7:28  |
| 3. | Minority (prise 2)                       | Gigi Gryce                        | 7:09  |
| 4. | Straight Life                            | Julian "Cannonball" Adderley      | 5:25  |
| 5. | Blue Funk                                | Sam Jones                         | 5:26  |
| 6. | A Little Taste                           | Julian "Cannonball" Adderley      | 4:34  |
| 7. | People Will Say We're In Love            | Jerome Kern, Oscar Hammerstein II | 9:38  |
| 8. | Nardis (prise 5)                         | Miles Davis                       | 5 :30 |
| 9. | Nardis (prise 4)                         | Miles Davis                       | 5 :30 |

Note : Les pistes 2, 3 et 9 étaient absentes de l'album original.

## Personnel
- Cannonball Adderley : saxophone alto
- Blue Mitchell : trompette
- Bill Evans : piano
- Sam Jones : contrebasse
- Philly Joe Jones : batterie